# Фирлей, Николай (гетман)
Никола́й Фирле́й (пол. Mikołaj Firlej) (ок. 1460—1526) — польский военный и государственный деятель.

## Биография
Представитель польского дворянского рода Фирлеев герба «Леварт». Единственный сын судьи и писаря любельской земли Пётра Фирлея из Домбровицы (ум. 1499) и Ядвиги Осмульской герба Боньча.
Занимал должность великого гетмана коронного с 1515 по 1526 год. Был также: хорунжим краковским и старостой люблинским, кастеляном люблинским в 1502—1520 годах, каштеляном краковским с 1520 года, воеводой люблинским в 1507—1514 годах и после воеводой сандомирским (1514—1526).
В 1485 году Николай Фирлей был дворянином при дворе польского короля Казимира IV Ягеллончика. В следующем 1486 году участвовал в посольстве к германскому императору Фридриху III. В 1487 году принял участие в походе королевича Яна I Альбрехта против татар и участвовал в битве под Коперстином. В 1489 и 1502 годах — посол при дворе османского султана. В 1497 году участвовал в неудачном военном походе короля Яна Альбрехта на Буковину. В 1499 году Николай Фирлей принимает участие в подписании новой унии между Польшей и Великим княжеством Литовским
Женат на Анне Мелецкой герба Гриф, сестре каштеляна завихвостского Станислва Мелецкого (ум. 1532), от брака с которой имел двух сыновей и трёх дочерей:
- Пётр Фирлей (ум. 1553), воевода любельский и белзский
- Николай Фирлей (ум. 1519)
- Катаржина Фирлей (ум. после 1545), жена с 1515 года каштеляна садецкого Станислава Тарновского (ок. 1478—1528/1530)
- Барбара Фирлей, жена Збигнева Слупецкого
- Анна Фирлей, жена Яна Лежайского